# Euryscopa
Euryscopa is een geslacht van kevers uit de familie bladkevers (Chrysomelidae).
De wetenschappelijke naam van het geslacht werd in 1848 gepubliceerd door Jean Théodore Lacordaire.

## Soorten
- Euryscopa argentina (Burmeister, 1877)
- Euryscopa bellorum Moldenke, 1981
- Euryscopa cingulata (Latreille, 1811)
- Euryscopa rozeni Moldenke, 1981
- Euryscopa semicincta Lacordaire, 1848
- Euryscopa simpsonae Moldenke, 1981
- Euryscopa snellingi Moldenke, 1981